# Мескуитански „Камптосаур”
Мескуитански „Камптосаур” (енгл. Mesquita Camptosaur) је наводно криптид из Бразила.

## Други називи
Овај криптид је знан још под именом Камптосаурус мескуитаи (енгл. Camptosauroides mesquitai).

## Опис криптида
Према опису наликује на диносаура Камптосауруса. Већи је од краве, креће се на све четири ноге, има облик главе сличан крављој (само без ушију и рогова), крљуштаву кожу и дуги реп.